# 1827
| [ Edytuj tabelę ]                                   | |
| Król Polski (tytularny)                             | - 1825 Mikołaj I Romanow 1830 |
| Emir Afganistanu                                    | - 1818 Al-Rajuo Ballaha 1842 |
| Współksiążęta Andory                                | - 1824 Isidor Bonifaci López y Pulido 1827 - 1827 Simó Rojas de Guardiola y Hortoneda 1851 - 1824 Karol X Burbon 1830                    |
| Prezydent Argentyny                                 | - 1826 Bernardino Rivadavia 1827 - 1827 Vicente López y Planes 1827                                                                      |
| Cesarz Austrii                                      | - 1804 Franciszek II Habsburg 1835 |
| Król Bawarii                                        | - 1825 Ludwik I 1848 |
| Prezydent Boliwii                                   | - 1826 Antonio José de Sucre 1828 |
| Cesarz Brazylii                                     | - 1822 Pedro I 1831 |
| Sułtan Brunei                                       | - 1807 Muhammad Kanzul Alam 1829 - 1825 Muhammad Alam 1828                                                                               |
| Prezydent Chile                                     | - 1826 Agustín Eyzaguirre 1827 - 1827 Ramón Freire 1827 - 1827 Francisco Antonio Pinto Díaz 1829                                         |
| Cesarz Chin                                         | - 1820 Daoguang 1850 |
| Król Czech                                          | - 1792 Franciszek II Habsburg 1835 |
| Król Danii                                          | - 1808 Fryderyk VI 1839 |
| Dalajlama                                           | - 1816 Cultrim Gjaco 1837 |
| Władca Egiptu                                       | - 1805 Muhammad Ali 1848 |
| Premier Francji                                     | - 1821 Jean-Baptiste de Villèle 1828 |
| Król Francji                                        | - 1824 Karol X Burbon 1830 |
| Prezydent Grecji                                    | - 1827 Joanis Kapodistrias 1830 |
| Prezydent Haiti                                     | - 1818 Jean-Pierre Boyer 1843 |
| Król Hawajów                                        | - 1824 Kamehameha III 1854 |
| Król Hiszpanii                                      | - 1813 Ferdynand VII 1833 |
| Król Holandii                                       | - 1815 Wilhelm I 1840 |
| Szach Iranu                                         | - 1797 Fath Ali Szah 1834 |
| Państwo Wielkich Mogołów                            | - 1806 Akbar Szah II 1837 |
| Król Irlandii                                       | - 1820 Jerzy IV Hanowerski 1830 |
| Cesarz Japonii                                      | - 1817 Ninkō 1846 |
| Kalif                                               | - 1808 Mahmud II 1839 |
| Prezydent Kolumbii                                  | - 1827 Simón Bolívar 1830 |
| Patriarcha Konstantynopola                          | - 1826 Agatangel 1830 |
| Władca Korei                                        | - 1800 Sunjo 1834 |
| Emir Kuwejtu                                        | - 1814 Dżabir I 1859 |
| Książę Liechtensteinu                               | - 1805 Jan I 1836 |
| Wielki książę Luksemburga                           | - 1815 Wilhelm I 1840 |
| Sułtan Maroka                                       | - 1822 Abd ar-Rahman 1859 |
| Prezydent Meksyku                                   | - 1824 Guadalupe Victoria 1829 |
| Książę Monako                                       | - 1819 Honoriusz V 1841 |
| Król Nawarry                                        | - 1824 Karol X 1830 |
| Król Nepalu                                         | - 1816 Rajendra 1847 |
| Premier Nepalu                                      | - 1806 Bhimsen Thapa 1837 |
| Król Norwegii                                       | - 1818 Karol III Jan 1844 |
| Sułtan Omanu                                        | - 1807 Sa’id ibn Sultan 1856 |
| Papież                                              | - 1823 Leon XII 1829 |
| Konsul Paragwaju                                    | - 1814 José Gaspar Rodríguez de Francia 1840                                                                                             |
| Książę Parmy i Piacenzy                             | - 1814 Maria Ludwika 1847 |
| Prezydent Peru                                      | - 1826 Andrés de Santa Cruz 1827 - 1827 José de La Mar 1829                                                                              |
| Król Portugalii                                     | - 1826 Piotr IV 1828 |
| Król Prus                                           | - 1797 Fryderyk Wilhelm III 1840 |
| Car Rosji                                           | - 1825 Mikołaj I 1855 |
| Król Saksonii                                       | - 1806 Fryderyk August I 1827 - 1827 Antoni Wettyn 1836                                                                                  |
| Kapitanowie Regenci San Marino                      | - 1826 Giuliano Malpeli Marino Lonfernini 1827 - 1827 Mariano Begni Giovanni Malpeli 1827 - 1827 Lodovico Belluzzi Vincenzo Braschi 1828 |
| Książę Serbii                                       | - 1815 Miłosz I Obrenowić 1839 |
| Król Sardynii                                       | - 1821 Karol Feliks 1831 |
| Król Szwecji                                        | - 1818 Karol XIV Jan 1844 |
| Król Tajlandii                                      | - 1824 Rama III 1851 |
| Sułtan Turków                                       | - 1808 Mahmud II 1839 |
| Prezydent USA                                       | - 1825 John Quincy Adams 1829 |
| Król Węgier                                         | - 1792 Franciszek 1835 |
| Monarcha Wielkiej Brytanii                          | - 1820 Jerzy IV 1830 |
| Premier Wielkiej Brytanii                           | - 1812 Robert Jenkinson 1827 - 1827 George Canning 1827 - 1827 Frederick Robinson 1828                                                   |
| Cesarz Wietnamu                                     | - 1820 Minh Mạng 1841 |
| Prezydent Wielkiej Kolumbii                         | - 1819 Simón Bolívar 1830 |
| Prezydent Zjednoczonych Prowincji Ameryki Środkowej | - 1825 Manuel José Arce 1829 |

Rok 1827 / MDCCCXXVII
stulecia: XVIII wiek ~
XIX wiek ~
XX wiek

dziesięciolecia:
1790–1799 •
1800–1809 •
1810–1819 •
1820–1829
• 1830–1839
• 1840–1849
• 1850–1859

lata: 1817 «
1822 «
1823 «
1824 «
1825 «
1826 «
1827
» 1828
» 1829
» 1830
» 1831
» 1832
» 1837

## Wydarzenia w Polsce
- 1 sierpnia – uruchomiona została latarnia morska na Helu.
- 15 czerwca – w Pałacu Krasińskich w Warszawie odbyła się pierwsza sesja Sądu Sejmowego pod przewodnictwem Piotra Bielińskiego, powołanego dla osądzenia osób podejrzanych o przynależność do Towarzystwa Patriotycznego: ks. Konstantego Dembka, Wojciecha Grzymały, Seweryna Krzyżanowskiego, Franciszka Majewskiego, Andrzeja Plichty, Stanisława Sołtyka, Stanisława Zabłockiego i Romana Załuskiego.
- 31 sierpnia – w Warszawie otwarto Instytut Oftalmiczny (okulistyczny).
- 5 października – we wsi Fasty spadł meteoryt Białystok.

## Wydarzenia na świecie
- 9 lutego – w Londynie ukazał się pierwszy numer naukowego pisma Monthly Notices of the Royal Astronomical Society.
- 20 lutego – wojna brazylijsko-argentyńska: zwycięstwo sprzymierzonych wojsk argentyńsko-urugwajskich w bitwie pod Ituzaingo.
- 29 marca – 20 000 osób przybyło na pogrzeb Ludwiga van Beethovena, który odbył się w Wiedniu.
- 7 kwietnia – angielski aptekarz John Walker sprzedał pierwsze pudełko wynalezionych przez siebie zapałek.
- 10 kwietnia – George Canning został premierem Wielkiej Brytanii.
- 29 kwietnia – król Francji Karol X Burbon rozwiązał Gwardię Narodową.
- 5 maja – Anton I został królem Saksonii.
- 5 czerwca – wojna o niepodległość Grecji: wojska tureckie zdobyły Akropol ateński.
- 4 lipca – w stanie Nowy Jork zniesiono niewolnictwo.
- 31 sierpnia – Frederick Robinson został premierem Wielkiej Brytanii.
- 20 października – w czasie wojny o niepodległość Grecji w bitwie pod Navarino zniszczono flotę Imperium Osmańskiego.

- Angielski chemik John Walker wynalazł zapałki działające na zasadzie tarcia.

## Urodzili się
- 7 stycznia – Sandford Fleming, kanadyjski inżynier i wynalazca (zm. 1915)
- 13 stycznia:
  - Maria Ana Mogas Fontcuberta, hiszpańska zakonnica, założycielka Franciszkanek Misjonarek Matki Bożego Pasterza, błogosławiona katolicka (zm. 1886)
  - Edmund Różycki, generał powstania styczniowego, pułkownik armii rosyjskiej (zm. 1893)
- 16 stycznia:
  - Marcelina Darowska, polska mistyczka, zakonnica, błogosławiona katolicka (zm. 1911)
  - Józef Łoski, polski historyk, wydawca, rysownik (zm. 1885)
- 2 lutego – Oswald Achenbach, niemiecki malarz pejzażysta (zm. 1905)
- 10 lutego – Maria Fortunata Viti, włoska benedyktynka, mistyczka, błogosławiona katolicka (zm. 1922)
- 14 lutego – Walenty Berrio-Ochoa, hiszpański dominikanin, misjonarz, biskup, męczennik i święty katolicki (zm. 1861)
- 23 lutego – Raffaele Monaco La Valletta, włoski kardynał (zm. 1896)
- 28 lutego – Stevenson Archer, polityk amerykański związany z Partią Demokratyczną (zm. 1898)
- 8 marca – Páll Ólafsson, islandzki poeta, farmer i poseł (zm. 1905)
- 10 marca – Józef Franciszek Bliziński, komediopisarz pozytywistyczny (zm. 1893)
- 17 marca – Józef Dziewoński, polski malarz, grafik, inżynier, uczestnik powstania styczniowego (zm. 1901)
- 27 marca – Ernesto Rossi, włoski aktor, odtwórca wielu postaci szekspirowskich (zm. 1896)
- 5 kwietnia – Joseph Lister, brytyjski chirurg, inicjator antyseptyki (zm. 1912)
- 10 kwietnia – Lewis Wallace, pisarz amerykański (zm. 1905)
- 18 kwietnia – Jakub Gieysztor, polski księgarz, publicysta, pamiętnikarz, uczestnik powstania styczniowego (zm. 1897)
- 28 kwietnia – Piotr Soler, hiszpański franciszkanin, misjonarz, męczennik, błogosławiony katolicki (zm. 1860)
- 10 maja – David Johnson, amerykański malarz pejzażysta (zm. 1908)
- 19 maja – Zygmunt Sierakowski, polski generał armii rosyjskiej, działacz niepodległościowy, dowódca powstania styczniowego na Żmudzi (zm. 1863)
- 12 czerwca – Johanna Spyri, szwajcarska pisarka, autorka powieści Heidi (zm. 1901)
- 25 czerwca – Hugh Childers, brytyjski polityk, członek Partii Liberalnej, minister (zm. 1896)
- 26 czerwca – Kajetana Sterni, włoska zakonnica, błogosławiona katolicka (zm. 1889)
- 7 lipca – Quintino Sella, włoski naukowiec, ekonomista, polityk i mąż stanu, alpinista (zm. 1884)
- 10 lipca – Szczepan Keller, polski duchowny katolicki, działacz społeczny i oświatowy (zm. 1872)
- 24 lipca – Francisco Solano López, prezydent Paragwaju (zm. 1870)
- 5 sierpnia – Marian Langiewicz, jeden z dyktatorów powstania styczniowego (zm. 1887)
- 6 sierpnia – Łukasz Solecki, biskup przemyski, profesor i rektor Uniwersytetu Lwowskiego (zm. 1900)
- 16 sierpnia – Ignacy Łobos, duchowny katolicki (zm. 1900)
- 5 września – Goffredo Mameli, włoski patriota, poeta, autor hymnu narodowego Włoch (zm. 1849)
- 21 września:
  - Engelbert Kolland, austriacki franciszkanin, misjonarz, męczennik, błogosławiony katolicki (zm. 1860)
  - Konstanty Mikołajewicz Romanow, wielki książę Rosji, generał-admirał (zm. 1892)
- 27 września – Hiram Rhodes Revels, amerykański polityk, senator ze stanu Missisipi (zm. 1901)
- 3 października – Pasquale Villari(inne języki), historyk włoski, brał udział w rewolucji w 1848 (zm. 1917)
- 13 października – Giuseppe Fanelli, włoski inżynier i architekt, uczestnik Wiosny Ludów (zm. 1877)
- 14 października – William Vernon Harcourt, brytyjski polityk, prawnik i dziennikarz, członek Partii Liberalnej, minister (zm. 1904)
- 16 października – Arnold Böcklin, szwajcarski malarz (zm. 1901)
- 27 października – Leopold Löffler, polski malarz, profesor Szkoły Sztuk Pięknych w Krakowie (zm. 1898)
- 5 listopada – Helena Skirmunt, polska rzeźbiarka, malarka, uczestniczka powstania styczniowego, zesłaniec (zm. 1874)
- 20 listopada – Achille Manara, włoski duchowny katolicki (zm. 1906)
- 22 listopada – Karol Estreicher, polski historyk literatury i teatru, krytyk literacki (zm. 1908)
- 10 grudnia – Alojzy Maria Palazzolo, włoski ksiądz katolicki, błogosławiony (zm. 1886)

- Dokładna data nie znana – Ahmad Donisz, tadżycki pisarz (zm. 1897)

## Zmarli
- 5 marca:
  - Pierre Simon de Laplace, matematyk francuski (ur. 1749)
  - Alessandro Volta, włoski fizyk (ur. 1745)
- 26 marca – Ludwig van Beethoven, kompozytor niemiecki (ur. 1770)
- 3 kwietnia – Ernst Chladni, niemiecki fizyk i geolog, badacz meteorytów (ur. 1756)
- 5 maja – Fryderyk August I, elektor saski, król Saksonii, 1807–1815 książę warszawski (Księstwo Warszawskie) (ur. 1750)
- 12 czerwca – Wojciech Józef Skarszewski, prymas Królestwa Polskiego, konsyliarz konfederacji targowickiej (ur. 1743)
- 27 czerwca – Robert Townson, angielski uczony, lekarz i podróżnik, jeden z pierwszych badaczy Tatr (ur. 1762)
- 14 lipca – Augustin Jean Fresnel, francuski fizyk i inżynier (ur. 1788)
- 8 sierpnia – George Canning, brytyjski polityk i dyplomata, premier Wielkiej Brytanii (ur. 1770)
- 12 sierpnia – William Blake, angielski poeta, malarz, rysownik i rytownik (ur. 1757)
- 18 listopada – Wilhelm Hauff, niemiecki pisarz (ur. 1802)

## Święta ruchome
- Tłusty czwartek: 22 lutego
- Ostatki: 27 lutego
- Popielec: 28 lutego
- Niedziela Palmowa: 8 kwietnia
- Wielki Czwartek: 12 kwietnia
- Wielki Piątek: 13 kwietnia
- Wielka Sobota: 14 kwietnia
- Wielkanoc: 15 kwietnia
- Poniedziałek Wielkanocny: 16 kwietnia
- Wniebowstąpienie Pańskie: 24 maja
- Zesłanie Ducha Świętego: 3 czerwca
- Boże Ciało: 14 czerwca